# Fräkentjärnen (Arvidsjaurs socken, Lappland, 728423-162379)
Fräkentjärnen är en sjö i Arvidsjaurs kommun i Lappland och ingår i Skellefteälvens huvudavrinningsområde.